# Érezée
Érezée (valonă Erezêye) este o comună francofonă din regiunea Valonia din Belgia. Comuna este formată din localitățile Érezée, Amonines, Mormont, Soy, Biron, Blier, Clerheid și Fisenne. Suprafața totală a comunei este de 78,44 km². La 1 ianuarie 2008 comuna avea o populație totală de 2.929 locuitori. 